# Ле-Гаренн-сюр-Луар
Ле-Гаренн-сюр-Луар (фр. Les Garennes sur Loire) — новая коммуна на западе Франции, регион Пеи-де-ла-Луар, департамент Мен и Луара, округ Анже, кантон Ле-Пон-де-Се. Расположена в 11 км к юго-востоку от Анже, в 2 км от автомагистрали А87. Северная граница коммуны проходит по реке Луара. 
Население (2020) — 4 614 человек.

## История
Коммуна образована 15 декабря 2016 года путем слияния коммун Жюинье-сюр-Луар и Сен-Жан-де-Мовре. Центром коммуны является Жюинье-сюр-Луар. От него к новой коммуне перешли почтовый индекс и код INSEE. На картах в качестве координат Ле-Гаренн-сюр-Луара указываются координаты Жюинье-сюр-Луар.

## Достопримечательности
- Шато Сен-Жан-де-Мовре XVII-XIX веков
- Дом Ла-Гаштьер XVI века

## Экономика
Структура занятости населения:
- сельское хозяйство — 12,4 %
- промышленность — 9,0 %
- строительство — 10,6 %
- торговля, транспорт и сфера услуг — 45,7 %
- государственные и муниципальные службы — 22,4 %

Уровень безработицы (2019) — 6,5 % (Франция в целом — 12,9 %, департамент Мен и Луара— 11,9 %). 

Среднегодовой доход на 1 человека, евро (2020) — 27 410 (Франция в целом — 22 400, департамент Мен и Луара — 21 790).

## Администрация
Пост мэра Ле-Гаренн-сюр-Луара с 2017 года занимает Жан-Кристоф Арлюизон (Jean-Christophe Arluison). На муниципальных выборах 2020 года возглавляемый им независимый список был единственным.
| Период | Период | Фамилия              | Партия        | Примечания                             |
| ------ | ------ | -------------------- | ------------- | -------------------------------------- |
| 2017   |        | Жан-Кристоф Арлюизон | Разные правые | пенсионер, бывший мэр Жюинье-сюр-Луара |

## Галерея
- Дом Ла-Гаштьер